# Karl Costenoble
Karl Costenoble (né le 26 novembre 1837 à Vienne, mort le 20 juin 1907 dans la même ville) est un sculpteur autrichien.

## Biographie
Karl Costenoble est le fils du comédien Karl Ludwig Costenoble. Il étudie à l'académie des beaux-arts de Vienne auprès de Franz Melnitzky et de Franz Bauer. De 1860 à 1864, il a un atelier à Munich puis revient à Vienne faire pour le Hofwaffenmuseum (aujourd'hui musée d'histoire militaire de Vienne) des statues en marbre de Henri du Val, comte de Dampierre, Friedrich von Veterani et Adolf von Schwarzenberg. L'empereur François-Joseph lui commande des bustes de Charles Quint et Maximilien. En 1876, il participe avec Anton Poschacher à l'exposition universelle de 1876 à Philadelphie.